# Neolecanium derameliae
Neolecanium derameliae är en insektsart som beskrevs av Morrison 1929. Neolecanium derameliae ingår i släktet Neolecanium och familjen skålsköldlöss.
Artens utbredningsområde är Panama. Inga underarter finns listade i Catalogue of Life.